# فردریش آگوست تئودور وینکه
فردریش آگوست تئودور وینکه (به آلمانی: Friedrich August Theodor Winnecke) (۵ فوریه ۱۸۳۵ در گروش-هیر، نزدیک هانوفر - ۳ دسامبر ۱۸۹۷ در بن) یک اخترشناس آلمانی بود.
وینکه از سال ۱۸۵۸ تا ۱۸۶۵ در رصدخانه پولکوو در حوالی سن پترزبورگ کار می‌کرد، اما به آلمان بازگشت و از سال ۱۸۷۲ تا ۱۸۸۱ به عنوان استاد اخترشناسی در استراسبورگ خدمت کرد.
او تعداد زیادی دنباله‌دار را خود کشف کرد/ یا همکار در کشف بود، از جمله دنباله‌دار دوره‌ای 7P / Pons-Winnecke و دنباله‌داری که تا مدتی به عنوان دنباله‌دار "Pons-Coggia-Winnecke-Forbes" شناخته می‌شد اما پس از مدتی به ۲۷پی/کروملین؛ برگرفته از نام اندرو کلود د لا چروئیز کروملین اخترشناس انگلیسی فرانسوی‌تبار، که موفق به محاسبهٔ مدار آن دنباله‌دار شد، تغییر نام یافت.
وینکه همچنین لیستی از ستارگان دوتایی، کاتالوگ ستاره‌های دوتایی وینکه را در سال ۱۸۹۹ تهیه کرد. تعدادی از سحابی‌ها را نیز این استاد اخترشناس یافته‌است.
سیارک هدا ۲۰۷ که توسط یوهان پالیسا در سال ۱۸۷۹ کشف شد نیز به نام همسر وینکه هدویگ نامگذاری شد.